# Relacions internacionals de Luxemburg
Les Relacions exteriors de Luxemburg han estat durant molt de temps pel Gran Ducat de Luxemburg un defensor prominent d'Europa política i la integració econòmica. En els esforços que presagiaven la integració europea, Luxemburg i Bèlgica el 1921 van formar la Unió Econòmica Belgoluxemburguesa (UEBL) per crear una moneda intercanviable i unes duanes comuns. Luxemburg és membre de la Unió Econòmica del Benelux i va ser un dels membres fundadors de la Nacions Unides i de la Comunitat Econòmica Europea -avui la Unió Europea-. També participa en ells Acords de Schengen -el nom de la localitat luxemburguesa on es van signar els acords-, l'objectiu dels quals és la lliure circulació dels ciutadans entre els Estats membres. Al mateix temps, la majoria dels luxemburguesos han cregut consistentment que la unitat europea només té sentit en el context d'una relació transatlàntica dinàmica i, per tant, s'han decantat tradicionalment pro OTAN i pro política exterior dels Estats Units.
Luxemburg és el lloc on es troba el Tribunal de Justícia de la Unió Europea, el Tribunal de Comptes Europeu, l'Oficina Estadística de les Comunitats Europees (Eurostat) i diversos organismes de la Unió Europea. La Secretaria del Parlament Europeu també es troba a Luxemburg, però el Parlament es reuneix habitualment a la propera Estrasburg.

## Ambaixades de Luxemburg en altres països
Àustria, Bèlgica, la Xina, República Txeca, Dinamarca, França, Alemanya, Grècia, Índia, Itàlia, Japó, Malàisia, Països Baixos, Polònia, Portugal, Rússia, Corea del Sud, Espanya, Suïssa, Regne Unit i els Estats Units.

### Noves ambaixades de Luxemburg
Luxemburg té la intenció d'obrir ambaixades a Turquia i a la Unió dels Emirats Àrabs.

## Països amb ambaixades a Luxemburg
Àustria, Bèlgica, Canadà, la Xina, Croàcia, República Txeca, Dinamarca, Finlàndia, França, Alemanya, Grècia, Hongria, Irlanda, Itàlia, Japó, Països Baixos, Polònia, Portugal, Romania, Rússia, Corea del Sud, Espanya, Suècia, Suïssa, Regne Unit i els Estats Units.

## Relacions per països

### Austràlia
- Austràlia està representada a Luxemburg a través de la seva ambaixada a Brussel·les (Bèlgica).
- Luxemburg està representat a Austràlia a través de l'ambaixada dels Països Baixos a Canberra i a través d'un consolat honorari en Est Lindfield.

### Canadà
- Canadà està representat a Luxemburg a través de la seva ambaixada a Brussel·les (Bèlgica).[2]
- Luxemburg està representat al Canadà a través de la seva ambaixada a Washington DC (Estats Units), i 4 consolats honoraris (a Calgary, Mont-real, Toronto i Vancouver).[3]
- Tots dos països són membres de ple dret de l'Organització de Cooperació i Desenvolupament Econòmic, de l'OTAN i de la Francofonia

### Corea del Sud
- Luxembourg va participar amb quaranta-quatre soldats a la guerra de Corea amb les forces de l'ONU el 1950 en contra de la Corea del Nord i la Xina.
- Luxemburg i Corea del Sud van establir relacions diplomàtiques el 16 de març 1962.
- Tots dos països tenen un acord de tramesa el 1987 i un acord aeri el 2003.
- Comerç bilateral el 2014.
  - Exportacions $ 572 milions (vaixells, productes químics, productes de plàstic).
  - Importació $ 39.000.000 (instruments de mesura, tela no teixida).
- Inversions bilaterals el 2014.
  - La inversió de Corea del Sud a Luxemburg fou de $ 2824 milions.
  - La inversió de Luxemburg a Corea del Sud va ser de $ 4047 milions.

### Dinamarca
- Dinamarca té una ambaixada a la ciutat de Luxemburg.[4]
- Luxemburg té una ambaixada a Copenhaguen.
- Tots dos països són membres de ple dret del Consell d'Europa, la Unió Europea i l'OTAN.

### Estats Units
- Estats Units, amb el grup dels països aliats, va contribuir a l'alliberació de Luxemburg en la Primera i Segona Guerra Mundial. Més de 5.000 soldats dels Estats Units, incloent l'exèrcit dels Estats Units d'Amèrica del general George Patton, estan enterrats al Cementiri i monument dels Estats Units de Luxemburg, a prop de la capital de la ciutat de Luxemburg.
- La forta relació entre els Estats Units i Luxemburg s'expressa tant bilateralment com a través de la pertinença comuna a l'OTAN, l'Organització de Cooperació i Desenvolupament Econòmic (OCDE) i l'Organització per a la Seguretat i la Cooperació a Europa (OSCE).

### Estònia
Luxemburg va reconèixer Estònia el 22 de febrer de 1923 i novament el 27 d'agost de 1991. Tots dos països van restablir relacions diplomàtiques el 29 d'agost de 1991.
- Estònia està representat a Luxemburg a través de la seva ambaixada a Brussel·les (Bèlgica) i un consolat honorari a Luxemburg.[5]
- Luxemburg està representat a Estònia a través de la seva ambaixada a Praga (República Txeca).[5]
- Acord comercial entre Estònia i Bèlgica i Luxemburg (1935).[6]
- Acord sobre Transport per carretera entre Estònia, Letònia, Lituània, Bèlgica, Luxemburg i els Països Baixos (va entrar en vigor 1 de desembre 1994).[7]
- Acord entre Estònia i la Unió Econòmica Belgo-Luxemburg sobre la Promoció i Protecció Recíproca de les Inversions (va entrar en vigor el 23 de setembre de 1999).[8]
- Acord entre Estònia i els Estats del Benelux sobre readmissió de persones (va entrar en vigor l'1 de febrer de 2005).
- Acord sobre Evitar la doble imposició i prevenir ingressos i evasió fiscal de iapital (signat 23 de maig de 2006).[9][10]

### Finlàndia
- Luxemburg va reconèixer la independència de Finlàndia el 25 d'octubre 1921.
- Luxemburg està representat a Finlàndia a través de la seva ambaixada a Copenhaguen.[11]
- Finlàndia té una ambaixada i un consolat general honorari a Luxemburg.[12]

### França
- Luxemburg va ser assetjada per Lluís XIV de França el 1684 i va ser annexada per la França revolucionària per ser part del departament Forêts durant la Primera Coalició el 1795 fins a la derrota de Napoleó el 1815.
- França té una ambaixada a Luxemburg.[13]
- Luxemburg té una ambaixada a París, un consolat general a Estrasburg, i consolats a Bordeus, Lilla, Longwy, Lió, Marsella i Metz.[14]
- Tots dos països són membres de ple dret del Consell d'Europa, la Unió Europea, l'OTAN, l'Organització de Cooperació i Desenvolupament Econòmic, i l'Organització per a la Seguretat i la Cooperació a Europa.

### Grècia
- Grècia té una ambaixada a Luxemburg.
- Luxemburg té una ambaixada a Atenes i tres consolats honoraris a Atenes, Patras i Tessalònica.
- Tots dos països són membres de ple dret de l'OTAN i de la Unió Europea.

### Hongria
- Hongria té una ambaixada a la ciutat de Luxemburg.
- Luxemburg està representat a Hongria a través de la seva ambaixada a Viena (Àustria).
- Tots dos països són membres de ple dret de l'Organització de Cooperació i Desenvolupament Econòmic, de la Unió Europea i de l'OTAN.

### Irlanda
- Irlanda té una ambaixada a la ciutat de Luxemburg.[15]
- Luxemburg té un consolat honorari a Dublín.
- Tots dos països són membres de ple dret del Consell d'Europa, de l'Organització de Cooperació i Desenvolupament Econòmic i de la Unió Europea.

### Israel
El novembre de 1947, Luxemburg va votar a favor del pla de partició per crear un estat jueu. Israel i Luxemburg van establir relacions diplomàtiques plenes el 1949. A causa de la petita mida de Luxemburg, l'ambaixada d'Israel es troba a Brussel·les i Luxemburg està representat políticament per l'ambaixada neerlandesa i econòmicament per l'ambaixada belga.

### Itàlia
- Itàlia té una ambaixada a la ciutat de Luxemburg.[16]
- Luxemburg té una ambaixada a Roma i nou consolats honoraris a Florència, Gènova, Milà, Nàpols, Palerm, Perusa, Riccione, Torí i Venècia.[17]
- Tots dos països són membres de ple dret de l'Organització per la Cooperació i el Desenvolupament Econòmic, de la Unió Europea i de l'OTAN.
- Hi ha al voltant de 19.000 persones d'ascendència italiana que viu a Luxemburg.

### Kosovo
- Luxemburg va reconèixer la independència de Kosovo el 21 de febrer de 2008.[18]
- Luxemburg ha promès donar a Kosovo 30 milions de € en els pròxims cinc anys. Luxemburg va dir que els diners era principalment per a l'atenció a la formació professional de Pristina i el Districte de Kosovska Mitrovica.

### Lituània
- Les relacions formals van començar el 23 de març de 1992.
- Luxemburg no va reconèixer l'annexió dels Estats bàltics per l'URSS el 1940-1991 ni de iure ni de facto.
- Lituània està representada a Luxemburg a través de la seva ambaixada a Brussel·les (Bèlgica) j a través d'un consolat honorari a la ciutat de Luxemburg.[19]
- Luxemburg està representat a Lituània a través de la seva ambaixada a Varsòvia (Polònia) i a través d'un consolat honorari a Vílnius.
- Tots dos països són membres de ple dret de l'OTAN i de la Unió Europea.

### República de Malta
- La República de Malta està representada a Luxemburg a través de la seva ambaixada a Brussel·les (Bèlgica) i a través d'un consolat honorari a la ciutat de Luxemburg.

### República Txeca
- La República Txeca té una ambaixada a la ciutat de Luxemburg.[20]
- Luxemburg té una ambaixada a Praga.[21]
- Tots dos països són membres de ple dret de l'Organització de Cooperació i Desenvolupament Econòmic, de la Unió Europea i de l'OTAN.
- Tots dos comparteixen un destí comú des del segle xiv quan Joan el Cec de Luxemburg es va casar amb Elisabet de Bohèmia, germana del difunt rei Venceslau III de Bohèmia i es va convertir en rei de Bohèmia.

### Romania
- Tots dos països van establir relacions diplomàtiques el 10 de desembre de 1910.
- Des del 19 d'agost de 1991, Romania té una ambaixada a la ciutat de Luxemburg.[22]
- Luxemburg està representat a Romania a través de la seva ambaixada a Atenes (Grècia) i dos consolats honoraris a Bucarest i Sibiu.

### Rússia
- Luxemburg té una ambaixada a Moscou i un consolat honorari a Sant Petersburg.
- Rússia té una ambaixada a la ciutat de Luxemburg.
- Tots dos països són membres de ple dret del Consell d'Europa, de l'Organització per a la Seguretat i la Cooperació a Europa, i la de les Nacions Unides.
- A la història de les relacions bilaterals, el primer president de Rússia en visita oficial a Luxemburg va ser Vladímir Putin el 24 de maig de 2007. A mesura que el comerç bilateral s'hi havia més que triplicat des 66,6 milions USD el 2003 a 228,3 milions USD el 2006, havia arribat el moment per enfortir els llaços entre els dos països, l'energia i les finances són les àrees clau de la cooperació entre Rússia i Luxemburg.

### Turquia
- Luxemburg està representat a Turquia a través de la seva ambaixada a Ankara, que va ser inaugurada el 1987.[23]
- N'hi ha sobre uns 500 turcs a Luxemburg, 200 dels quals tenen la doble nacionalitat.
- El volum comercial entre els dos Estats havia assolit a $ 217 milions el 2011.[23]
- Luxemburg recolza fermament la candidatura de Turquia com a membre de ple dret de la Unió Europea.[24][25]

### Ucraïna
- Ucraïna està representat a Luxemburg a través de la seva ambaixada a Brussel·les.[26]

### Vietnam
- Tots dos països van signar relacions diplomàtiques el 1973.
- La representació de Luxemburg a Vietnam és a través de la seva ambaixada a Beijing, La Xina.[27]
- Vietnam es representa a través de la seva ambaixada a Brussel·les, Bèlgica.[28]